# Alfred Kubin
Alfred Kubin (Litomerice, Češka, 10. travnja 1877. – Zwickledt pokraj Wernsteina, 20. kolovoza 1959.), austrijski crtač i grafičar
Crteže perom i litografije s fantastičnim i sablasnim motivima izdao je u nizu mapa, ilustrirao je književna djela s romantičnim i morbidnim sadržajima. Ekspresionistički način izražavanja primjenjuje u grotesknim formama. Pisao je romane ("Druga strana") i novele.

## Poveznice
- alfred-kubin.com
- alfredkubin.at